# Melanella ogasawarana
Melanella ogasawarana is een slakkensoort uit de familie van de Eulimidae. De wetenschappelijke naam van de soort werd in 1905 voor het eerst geldig gepubliceerd door Henry Augustus Pilsbry.